# Championnat d'Europe de badminton par équipes mixtes 2025
Navigation
Aire-sur-la-Lys 2023 2027
La 28e édition du championnat d'Europe de badminton par équipes mixtes (EMTC) se tient à Bakou en Azerbaïdjan du 12 au 16 février 2025.

## Équipes participantes
Huit équipes participent à cette compétition et sont réparties en deux groupes.
L'Azerbaïdjan et le Danemark sont qualifiés d'office, respectivement en tant que pays organisateur et tenant du titre.
Les autres nations sont passées par des qualifications qui se sont déroulées du 5 au 8 décembre 2024 dans plusieurs villes d'Europe.
| Groupe | Lieu                                    | Équipe qualifiée | Équipes non qualifiées                   |
| ------ | --------------------------------------- | ---------------- | ---------------------------------------- |
| 1      | Wipperfürth VOSS Arena                  | France           | Slovaquie Slovénie Suède                 |
| 2      | Ibiza Poliesportiu Sa Blanca Dona       | Espagne          | Belgique Estonie Portugal                |
| 3      | Wipperfürth VOSS Arena                  | Allemagne        | Irlande Italie Norvège                   |
| 4      | Haarlem Duijnwijck Hall                 | Pays-Bas         | Islande Turquie Ukraine                  |
| 5      | Milton Keynes National Badminton Centre | Angleterre       | Autriche Pologne Israël                  |
| 6      | Sofia Badminton Hall Europe             | Tchéquie         | Bulgarie Croatie Hongrie Finlande Suisse |

## Phase de groupes
- Les deux premiers de chaque groupe sont qualifiés pour les demi-finales.

| Équipe      | J | V | D | MP | MC | +/- | Points |
| ----------- | - | - | - | -- | -- | --- | ------ |
| Danemark    | 3 | 3 | 0 | 14 | 1  | +13 | 3      |
| Angleterre  | 3 | 2 | 1 | 6  | 9  | –3  | 2      |
| Espagne     | 3 | 1 | 2 | 5  | 10 | –5  | 1      |
| Azerbaïdjan | 3 | 0 | 3 | 5  | 10 | –5  | 0      |

| 12 février 10:00 | Danemark    | 5 | 0 | Espagne     |
| 12 février 10:00 | Angleterre  | 3 | 2 | Azerbaïdjan |
| 13 février       | Danemark    | 5 | 0 | Angleterre  |
| 13 février       | Azerbaïdjan | 2 | 3 | Espagne     |
| 14 février       | Angleterre  | 3 | 2 | Espagne     |
| 14 février       | Danemark    | 4 | 1 | Azerbaïdjan |

| Équipe    | J | V | D | MP | MC | +/- | Points |
| --------- | - | - | - | -- | -- | --- | ------ |
| France    | 3 | 3 | 0 | 14 | 1  | +13 | 3      |
| Allemagne | 3 | 2 | 1 | 10 | 5  | +5  | 2      |
| Tchéquie  | 3 | 1 | 2 | 4  | 11 | –7  | 1      |
| Pays-Bas  | 3 | 0 | 3 | 2  | 13 | –11 | 0      |

| 12 février 15:00 | France   | 5 | 0 | Allemagne |
| 12 février 15:00 | Pays-Bas | 2 | 3 | Tchéquie  |
| 13 février       | France   | 5 | 0 | Pays-Bas  |
| 13 février       | Tchéquie | 0 | 5 | Allemagne |
| 14 février       | Pays-Bas | 0 | 5 | Allemagne |
| 14 février       | France   | 4 | 1 | Tchéquie  |

## Phase à élimination directe

### Tableau
|  | Demi-finales | Demi-finales |          |   | Finale     | Finale     |
|  | Demi-finales | Demi-finales |          |   | Finale     | Finale     |
|  |              |              |          |   |            |            |
|  | 15 février   | 15 février   |          |   | 16 février | 16 février |
|  | 15 février   | 15 février   |          |   | 16 février | 16 février |
|  | Danemark     | 3            |          |   | 16 février | 16 février |
|  | Danemark     | 3            |          |   | 16 février | 16 février |
|  | Allemagne    | 0            |          |   | 16 février | 16 février |
|  | Allemagne    | 0            | Danemark | 3 |            |            |
|  | 15 février   |              | Danemark | 3 |            |            |
|  |              | France       | 0        |   |            |            |
|  | Angleterre   | France       | 0        | 0 |            |            |
|  | Angleterre   |              |          | 0 |            |            |
|  | France       | 3            |          |   |            |            |
|  | France       | 3            |          |   |            |            |

### Demi-finales
| 15 février | Danemark                                       | 3 - 0 | Allemagne                             | Score        |
| ---------- | ---------------------------------------------- | ----- | ------------------------------------- | ------------ |
| SD         | Line Christophersen                            | 1-0   | Miranda Wilson                        | 21-11, 21-9  |
| SH         | Rasmus Gemke (en)                              | 1-0   | Matthias Kicklitz                     | 21-18, 21-11 |
| DD         | Natasja P. Anthonisen / Maiken Fruergaard (en) | 1-0   | Leona Michalski / Franziska Volkmann  | 21-11, 21-14 |
| DH         | Rasmus Kjær (en) / Frederik Søgaard (en)       |       | Daniel Hess / Marvin Seidel (en)      | Non disputé  |
| MX         | Jesper Toft (en) / Amalie Magelund (en)        |       | Jan Colin Völker / Franziska Volkmann | Non disputé  |

| 15 février | Angleterre                                   | 0 - 3 | France                           | Score        |
| ---------- | -------------------------------------------- | ----- | -------------------------------- | ------------ |
| MX         | Callum Hemming (en) / Estelle van Leeuwen    | 0-1   | Thom Gicquel / Delphine Delrue   | 16-21, 19-21 |
| SH         | Harry Huang (en)                             | 0-1   | Alex Lanier                      | 15-21, 11-21 |
| SD         | Leona Lee                                    | 0-1   | Léonice Huet                     | 16-21, 10-21 |
| DH         | Callum Hemming (en) / Ethan van Leeuwen (en) |       | Thom Gicquel / Toma Junior Popov | Non disputé  |
| DD         | Lizzie Tolman / Estelle van Leeuwen          |       | Delphine Delrue / Margot Lambert | Non disputé  |

### Finale
| 15 février | Danemark                                | 3 - 0 | France                           | Score               |
| ---------- | --------------------------------------- | ----- | -------------------------------- | ------------------- |
| MX         | Jesper Toft (en) / Amalie Magelund (en) | 1-0   | Thom Gicquel / Delphine Delrue   | 21-11, 18-21, 21-15 |
| SH         | Anders Antonsen                         | 1-0   | Alex Lanier                      | 21-19, 21-18        |
| SD         | Line Christophersen                     | 1-0   | Léonice Huet                     | 21-16, 21-14        |
| DH         | Rasmus Kjær / Frederik Søgaard          |       | Thom Gicquel / Toma Junior Popov | Non disputé         |
| DD         | Alexandra Bøje / Maiken Fruergaard      |       | Delphine Delrue / Margot Lambert | Non disputé         |